# جورج وارد (راكب الكنو)
جورج وارد هو راكب الكنو كندي، ولد في 23 فبراير 1932.

## وصلات خارجية
- جورج وارد على موقع أوليمبيديا (الإنجليزية)